# Primera B de Chile 2001
Primera B de Chile 2001 var den näst högsta divisionen för fotboll i Chile under säsongen 2001. Serien spelades mellan sexton lag, som delades upp i fyra grupper om fyra lag där alla lag mötte varandra två gånger (en gång hemma och en gång borta). Alla lag fick bonuspoäng baserad på antalet inspelade poäng som de fick tillgodoräkna sig i nästa omgång, där alla lag slogs ihop till en serie och mötte varandra två gånger (en gång hemma och en gång borta). Efter den tabellen gick de två främsta upp och lagen på plats tre och fyra fick spela uppflyttningskval. Det sämst placerade laget flyttades ner.

## Första omgången

### Grupp 1
| Nr | Lag                  | S | V | O | F | GM | IM | MS  | P  |
| -- | -------------------- | - | - | - | - | -- | -- | --- | -- |
| 1  | Deportes Antofagasta | 6 | 5 | 1 | 0 | 15 | 4  | +11 | 16 |
| 2  | Cobresal             | 6 | 3 | 1 | 2 | 13 | 10 | +3  | 10 |
| 3  | Deportes Iquique     | 6 | 1 | 1 | 4 | 8  | 15 | −7  | 4  |
| 4  | Deportes Arica       | 6 | 1 | 1 | 4 | 6  | 13 | −7  | 4  |

### Grupp 2
| Nr | Lag                | S | V | O | F | GM | IM | MS | P  |
| -- | ------------------ | - | - | - | - | -- | -- | -- | -- |
| 1  | Deportes Ovalle    | 6 | 4 | 0 | 2 | 9  | 5  | +4 | 12 |
| 2  | Everton            | 6 | 3 | 1 | 2 | 6  | 7  | −1 | 10 |
| 3  | Deportes La Serena | 6 | 2 | 2 | 2 | 11 | 8  | +3 | 8  |
| 4  | Unión La Calera    | 6 | 1 | 1 | 4 | 3  | 9  | −6 | 4  |

### Grupp 3
| Nr | Lag                 | S | V | O | F | GM | IM | MS | P  |
| -- | ------------------- | - | - | - | - | -- | -- | -- | -- |
| 1  | Deportes Talcahuano | 6 | 4 | 1 | 1 | 11 | 5  | +6 | 13 |
| 2  | Magallanes          | 6 | 3 | 1 | 2 | 9  | 8  | +1 | 10 |
| 3  | Deportes Melipilla  | 6 | 2 | 0 | 4 | 5  | 9  | −4 | 6  |
| 4  | Deportes Linares    | 6 | 1 | 2 | 3 | 4  | 7  | −3 | 5  |

### Grupp 4
| Nr | Lag                       | S | V | O | F | GM | IM | MS | P  |
| -- | ------------------------- | - | - | - | - | -- | -- | -- | -- |
| 1  | Deportes Temuco           | 6 | 4 | 1 | 1 | 7  | 3  | +4 | 13 |
| 2  | Provincial Osorno         | 6 | 3 | 1 | 2 | 6  | 6  | 0  | 10 |
| 3  | Universidad de Concepción | 6 | 2 | 1 | 3 | 6  | 5  | +1 | 7  |
| 4  | Fernández Vial            | 6 | 0 | 3 | 3 | 3  | 8  | −5 | 3  |

## Andra omgången
| Nr | Lag                       | S  | V  | O  | F  | GM | IM | MS  | P  |
| -- | ------------------------- | -- | -- | -- | -- | -- | -- | --- | -- |
| 1  | Deportes Temuco           | 30 | 18 | 6  | 6  | 64 | 31 | +33 | 67 |
| 2  | Cobresal                  | 30 | 16 | 6  | 8  | 47 | 27 | +20 | 59 |
| 3  | Deportes Antofagasta      | 30 | 13 | 9  | 8  | 36 | 34 | +2  | 56 |
| 4  | Fernández Vial            | 30 | 15 | 8  | 7  | 44 | 34 | +10 | 55 |
| 5  | Deportes Talcahuano       | 30 | 13 | 7  | 10 | 40 | 32 | +8  | 53 |
| 6  | Provincial Osorno         | 30 | 12 | 6  | 12 | 44 | 43 | +1  | 47 |
| 7  | Unión La Calera           | 30 | 11 | 11 | 8  | 47 | 39 | +8  | 46 |
| 8  | Everton                   | 30 | 11 | 7  | 12 | 37 | 42 | −5  | 45 |
| 9  | Universidad de Concepción | 30 | 11 | 6  | 13 | 37 | 43 | −6  | 43 |
| 10 | Deportes Ovalle           | 30 | 10 | 7  | 13 | 43 | 51 | −8  | 43 |
| 11 | Deportes La Serena        | 30 | 10 | 9  | 11 | 38 | 46 | −8  | 43 |
| 12 | Magallanes                | 30 | 6  | 13 | 11 | 33 | 44 | −11 | 36 |
| 13 | Deportes Iquique          | 30 | 7  | 11 | 12 | 33 | 43 | −10 | 34 |
| 14 | Deportes Arica            | 30 | 7  | 10 | 13 | 40 | 44 | −4  | 33 |
| 15 | Deportes Melipilla        | 30 | 7  | 9  | 14 | 30 | 43 | −13 | 33 |
| 16 | Deportes Linares          | 30 | 6  | 9  | 15 | 37 | 54 | −17 | 30 |